# Società Polisportiva Ars et Labor 1907 2010-2011
Questa pagina raccoglie le informazioni riguardanti la Società Polisportiva Ars et Labor 1907 nelle competizioni ufficiali della stagione 2010-2011.

## Stagione
Nella stagione 2010-2011 la Spal ha disputato il girone A della Lega Pro Prima Divisione. Viene assemblata una squadra con l'intento di ambire ai vertici della classifica, confermando i migliori giocatori della stagione precedente tra cui Giacomo Cipriani e Marco Zamboni, completando la rosa con elementi quali il portiere Nicola Ravaglia, l'ala Fabrizio Melara e la punta Mohamed Fofana. Il girone d'andata vede la SPAL stabilmente nelle prime posizioni, nel girone di ritorno tuttavia le prestazioni (complice l'infortunio di Cipriani) subiscono un'involuzione, sfociando in una lunga serie di risultati negativi che fanno sfumare il traguardo dei Play-off. La SPAL conclude in nona posizione con 43 punti. Il torneo è stato vinto a sorpresa dal Gubbio, che con 65 punti ha ottenuto la promozione diretta in Serie B; con gli umbri è stato promosso il Verona vincitore dei Play-off. Nella Coppa Italia nazionale la Spal esce nel primo turno superata (0-3) dal Trapani, una gara che sul campo è finita (2-3) ma il Giudice Sportivo ha assegnato il punteggio a tavolino per la posizione irregolare di un calciatore ferrarese che era squalificato. Nella Coppa Italia di Lega Pro per la Spal subito disco rosso con il Carpi (0-0) dopo i tempi supplementari, poi i carpigiani si impongono (0-3) ai calci di rigore.

## Rosa
| N. |                       | Ruolo | Calciatore          |
| -- | --------------------- | ----- | ------------------- |
|    | Italia (bandiera)     | D     | Francesco Battaglia |
|    | Italia (bandiera)     | C     | Maurizio Bedin      |
|    | Italia (bandiera)     | D     | Manuel Belleri      |
|    | Slovacchia (bandiera) | D     | Milan Bortel        |
|    | Italia (bandiera)     | P     | Luca Capecchi       |
|    | Italia (bandiera)     | A     | Giacomo Cipriani    |
|    | Italia (bandiera)     | D     | Davide Colomba      |
|    | Italia (bandiera)     | C     | Carmine Coppola     |
|    | Italia (bandiera)     | A     | Angelo Corsi        |
|    | Italia (bandiera)     | A     | Andrea Cosner       |
|    | Francia (bandiera)    | A     | Mohamed Fofana      |
|    | Italia (bandiera)     | C     | Guido Ghetti        |
|    | Italia (bandiera)     | C     | Gianluca Laurenti   |
|    | Italia (bandiera)     | C     | Tomas Locatelli     |

| N. |                    | Ruolo | Calciatore          |
| -- | ------------------ | ----- | ------------------- |
|    | Italia (bandiera)  | C     | Alessandro Marongiu |
|    | Italia (bandiera)  | C     | Fabrizio Melara     |
|    | Italia (bandiera)  | A     | Giuseppe Meloni     |
|    | Francia (bandiera) | A     | Jean-Philippe Mendy |
|    | Italia (bandiera)  | C     | Andrea Migliorini   |
|    | Italia (bandiera)  | C     | Giacomo Pallara     |
|    | Italia (bandiera)  | P     | Nicola Ravaglia     |
|    | Italia (bandiera)  | D     | Giovanni Rossi      |
|    | Italia (bandiera)  | C     | Paolo Rossi         |
|    | Serbia (bandiera)  | D     | Vlado Šmit          |
|    | Italia (bandiera)  | P     | Enrico Tonozzi      |
|    | Italia (bandiera)  | A     | Francesco Volpe     |
|    | Italia (bandiera)  | D     | Marco Zamboni       |

## Risultati

### Girone A

#### Girone di andata
| Arbitro: | Barbeno (Brescia) |

|                         |           |                            |
| Cipriani 20’ Fofana 57’ | Marcatori | 16’ Smit 60’, 68’ Crocetti |

| Ferrara 29 agosto 2010, ore 16:00 CEST 2ª giornata | SPAL            | 0 – 0 | Monza | Stadio Paolo Mazza\| Arbitro: \| Ros (Pordenone) \| |
| Arbitro:                                           | Ros (Pordenone) |       |       |                                                     |

| Arbitro: | Tidona (Torino) |

|              |           |                                      |
| Nizzetto 57’ | Marcatori | 2’ P. Rossi 60’, 87’, 90+3’ Cipriani |

| Arbitro: | Irrati (Pistoia) |

|            |           |  |
| Fofana 10’ | Marcatori |  |

| Arbitro: | Mariani (Aprilia) |

|            |           |  |
| Lauria 74’ | Marcatori |  |

| Arbitro: | Cafari Panico (Cassino) |

|                                          |           |            |
| Cipriani 2’ Battaglia 75’ Migliorini 89’ | Marcatori | 26’ Casisa |

| Arbitro: | Gavillucci (Latina) |

|            |           |            |
| Scotto 89’ | Marcatori | 48’ Fofana |

| Arbitro: | Viti (Campobasso) |

|            |           |                        |
| Fofana 49’ | Marcatori | 13’ Ragusa 88’ Litteri |

| Arbitro: | Pairetto (Nichelino) |

|                            |           |             |
| Paulinho 65’ Pignalosa 81’ | Marcatori | 9’ Cipriani |

| Arbitro: | Soricaro (Barletta) |

|              |           |  |
| Cipriani 62’ | Marcatori |  |

| Arbitro: | Di Bello (Brindisi) |

|  |           |                           |
|  | Marcatori | 36’ Cipriani 90+3’ Meloni |

| Arbitro: | Peretti (Verona) |

|              |           |            |
| P. Rossi 86’ | Marcatori | 84’ Casoli |

| Arbitro: | Gallo (Barcellona Pozzo di Gotto) |

|  |           |                             |
|  | Marcatori | 73’ Migliorini 81’ Cipriani |

| Arbitro: | Abbattista (Molfetta) |

|            |           |             |
| Meloni 15’ | Marcatori | 44’ Le Noci |

| Arbitro: | Ripa (Nocera Inferiore) |

|              |           |               |
| D. Rosso 61’ | Marcatori | 5’ Migliorini |

| Arbitro: | Del Giovane (Albano Laziale) |

|          |           |             |
| Smit 80’ | Marcatori | 49’ Negrini |

| Arbitro: | Bolano (Livorno) |

|                    |           |                           |
| Fortunato 75’, 87’ | Marcatori | 6’, 85’ Cipriani 72’ Smit |

#### Girone di ritorno
| Arbitro: | Saia (Palermo) |

|              |           |  |
| Cipriani 58’ | Marcatori |  |

| Arbitro: | Mariani (Aprilia) |

|                                             |           |             |
| Ferrario 45+1’ (rig.) Ferrario Iacopino 56’ | Marcatori | 23’ Coppola |

| Arbitro: | Irrati (Pistoia) |

|          |           |          |
| Smit 47’ | Marcatori | 26’ Coda |

| Arbitro: | Merlino (Udine) |

|           |           |  |
| Eusepi 3’ | Marcatori |  |

| Arbitro: | Bietolini (Firenze) |

|  |           |                             |
|  | Marcatori | 41’ F. Ferrari 85’ Pisacane |

| Arbitro: | Tidona (Torino) |

|                |           |  |
| E. Ferraro 49’ | Marcatori |  |

| Arbitro: | Manganiello (Pinerolo) |

|  |           |               |
|  | Marcatori | 6’ Caccavallo |

| Arbitro: | Pairetto (Nichelino) |

|                                    |           |  |
| Carrus 33’ (rig.) Fabinho 62’, 73’ | Marcatori |  |

| Ferrara 13 marzo 2011, ore 14:30 CET 26ª giornata | SPAL                  | 0 – 0 | Sorrento | Stadio Paolo Mazza\| Arbitro: \| Abbattista (Molfetta) \| |
| Arbitro:                                          | Abbattista (Molfetta) |       |          |                                                           |

| Arbitro: | Bolano (Livorno) |

|                   |           |            |
| Galano 88’ (rig.) | Marcatori | 51’ Melara |

| Arbitro: | Ros (Pordenone) |

|                                    |           |                            |
| Volpe 73’ (rig.) Nazari 80’ (aut.) | Marcatori | 24’ Marchi 33’ Fischnaller |

| La Spezia 10 aprile 2011, ore 15:00 CEST 29ª giornata | Spezia                      | 0 – 0 | SPAL | Stadio Alberto Picco\| Arbitro: \| Santonocito (Abbiategrasso) \| |
| Arbitro:                                              | Santonocito (Abbiategrasso) |       |      |                                                                   |

| Arbitro: | Penno (Nichelino) |

|                     |           |              |
| Smit 23’ Ghetti 41’ | Marcatori | 75’ Maritato |

| Arbitro: | Gavillucci (Latina) |

|                                            |           |           |
| Berrettoni 39’ G. Russo 54’ M. Mancini 77’ | Marcatori | 14’ Volpe |

| Arbitro: | Benassi (Bologna) |

|                                             |           |  |
| Coppola 18’ Volpe 42’ (rig.) Gio. Rossi 80’ | Marcatori |  |

| Arbitro: | Sguizzato (Verona) |

|            |           |  |
| Damonte 5’ | Marcatori |  |

| Arbitro: | Adducci (Paola) |

|              |           |                    |
| Cipriani 78’ | Marcatori | 9’ Filipe 12’ Maah |

### Coppa Italia
| Arbitro: | De Faveri (San Donà di Piave) |

|                   |           |                                          |
| Marongiu 76’, 79’ | Marcatori | 10’ Gancitano 13’ Madonia 81’ Montalbano |

### Coppa Italia Lega Pro

#### Fase a eliminazione diretta
| Arbitro: | Fabbri (Ravenna) |

|                         |                      |                         |
| Marongiu Meloni Zamuner | Tiri di rigore 0 – 3 | Sogus Guilouzi Pasciuti |

## Statistiche

### Statistiche di squadra
| Competizione             | Punti | In casa | In casa | In casa | In casa | In casa | In casa | In trasferta | In trasferta | In trasferta | In trasferta | In trasferta | In trasferta | Totale | Totale | Totale | Totale | Totale | Totale | DR |
| Competizione             | Punti | G       | V       | N       | P       | Gf      | Gs      | G            | V            | N            | P            | Gf           | Gs           | G      | V      | N      | P      | Gf     | Gs     | DR |
| ------------------------ | ----- | ------- | ------- | ------- | ------- | ------- | ------- | ------------ | ------------ | ------------ | ------------ | ------------ | ------------ | ------ | ------ | ------ | ------ | ------ | ------ | -- |
| Lega Pro Prima Divisione | 44    | 17      | 6       | 7       | 4       | 19      | 15      | 17           | 5            | 4            | 8            | 20           | 22           | 34     | 11     | 11     | 12     | 39     | 37     | +2 |
| Coppa Italia             | -     | 1       | 0       | 0       | 1       | 0       | 3       | 0            | 0            | 0            | 0            | 0            | 0            | 1      | 0      | 0      | 1      | 0      | 3      | -3 |
| Coppa Italia Lega Pro    | -     | 1       | 0       | 1       | 0       | 0       | 0       | 0            | 0            | 0            | 0            | 0            | 0            | 1      | 0      | 1      | 0      | 0      | 0      | 0  |
| Totale                   | -     | 19      | 6       | 8       | 5       | 19      | 18      | 17           | 5            | 4            | 8            | 20           | 22           | 36     | 11     | 12     | 13     | 39     | 40     | -1 |

### Andamento in campionato
| Giornata  | 1 | 2 | 3 | 4 | 5 | 6 | 7 | 8 | 9 | 10 | 11 | 12 | 13 | 14 | 15 | 16 | 17 | 18 | 19 | 20 | 21 | 22 | 23 | 24 | 25 | 26 | 27 | 28 | 29 | 30 | 31 | 32 | 33 | 34 |
| --------- | - | - | - | - | - | - | - | - | - | -- | -- | -- | -- | -- | -- | -- | -- | -- | -- | -- | -- | -- | -- | -- | -- | -- | -- | -- | -- | -- | -- | -- | -- | -- |
| Luogo     | T | C | T | C | T | C | T | C | T | C  | T  | C  | T  | C  | C  | T  | C  | T  | T  | C  | T  | C  | T  | C  | T  | C  | T  | C  | T  | C  | T  | C  | T  | C  |
| Risultato | V | N | V | V | P | V | N | P | P | V  | V  | N  | V  | N  | N  | V  | V  | N  | P  | N  | P  | P  | P  | P  | P  | N  | N  | N  | N  | V  | P  | V  | P  | P  |
| Posizione | 3 | 3 | 2 | 1 | 1 | 1 | 1 | 2 | 4 | 3  | 2  | 2  | 2  | 2  | 3  | 3  | 3  | 3  | 3  | 3  | 3  | 4  | 5  | 5  | 9  | 8  | 8  | 11 | 11 | 8  | 9  | 8  | 8  | 10 |

Legenda:

Luogo: C = Casa; T = Trasferta. Risultato: V = Vittoria; N = Pareggio; P = Sconfitta.